# Степаньково (Ярославская область)
Степаньково — деревня Огарковского сельского поселения Рыбинского района Ярославской области .
Деревня расположена на левом берегу реки Волготня. Здесь в целом в лесном и малонаселённом краю в нижнем и среднем течении реки компактно следует ряд деревень, удалённых на расстояние не более километра. Степанькино расположено выше всех этих деревень по левому берегу. Ниже Степанькино по течению, на том же берегу стоит деревня Семенково, а на противоположном правом берегу — Ольгино, и несколько выше по течению — Грибово. Деревня находится далеко к востоку от автомобильной дороги Р104 на участке Рыбинск—Пошехонье, к которой по левому берегу Волготни ведёт просёлочная дорога через Семенково, Досугово, Антоново .
Деревня указана на плане Генерального межевания Рыбинского уезда 1792 года, как деревня Степанкова.
На 1 января 2007 года в деревне числилось 3 постоянных жителя. Почтовое отделение, расположенное в деревне Волково, обслуживает в деревне Степаньково 6 домов .